# Soraya Manutchehri
Soraya Manutchehri fue una mujer iraní de 35 años apedreada hasta morir en el pequeño pueblo de Kuhpayeh, Irán el 15 de agosto de 1986, después de ser hallada presuntamente culpable de adulterio. Un sinnúmero de testigos han afirmado que su marido, Ghorban-Ali, un guardia de la prisión con un pasado criminal, estaba ansioso por deshacerse de ella para casarse con una chica de 14 años. Al no querer mantener a dos familias ni devolver la dote de Soraya, decidió difundir falsos rumores de su adulterio. Soraya Manutchehri fue víctima de una circunstancia injusta inolvidable. 
Su muerte fue el tema de una novela de 1990, La Femme Lapidée, por Freidoune Sahebjam. La novela fue adaptada más tarde como una película, La verdad de Soraya M. (2008).
- Datos: Q704685